# Giulia Momoli
Giulia Momoli (Asolo, 30 agosto 1981) è una giocatrice di beach volley e pallavolista italiana.
Con Daniela Gioria è Campionessa Italiana nel 2007.
Con Lucia Bacchi è Campionessa Italiana nel 2012.
Con Greta Cicolari è Campionessa Italiana nel 2015.
Dal 2006 ad oggi prepara 2 cicli di qualificazione olimpica (Pechino 2008 e Londra 2012) sia con la Nazionale di Beach Volley che come Atleta Privata, disputando oltre 120 tornei internazionali. Oltre al Circuito dell’FIVB World Tour e del CEV European Tour, partecipa a 3 Campionati del Mondo (Gstaad 2007, Stavanger 2009, Roma 2011) e 4 Finali del Campionato Europeo (Sochi 2009, Kristiansand 2011, The Hague 2012, Cagliari 2014), arrivando fino alla 16ª posizione assoluta dell’FIVB World Ranking.

## Carriera sportiva

### Pallavolo
Dopo aver vinto il campionato 1996-'97 di serie D, il campionato 1997-'98 di serie C, e giocato in B2 il campionato 1998-'99 con il Vicenza (Mosele Elettronica poi Polazzo), l'anno seguente si trasferisce a Barbarano sempre per il campionato di B2. Nel campionato 2000-'01 gioca in B1 con il Sartori Padova dove centra la promozione in serie A2, società con la quale gioca il campionato di A2 l'anno successivo. Si trasferisce poi al campionato di B1 fino alla stagione 2005-'06 con la Zoppas Conegliano dove vince la Coppa Italia e la promozione in A2. Trasferitasi a Roma per prender parte alla Nazionale Italiana di Beach Volley nel 2006, riprende la carriera pallavolistica con presenze nel campionato di B1 2008-'09 con il Monterotondo Volley e in quello B2 2009-'10 con la Promomedia Ostia V.C..

### Beach volley

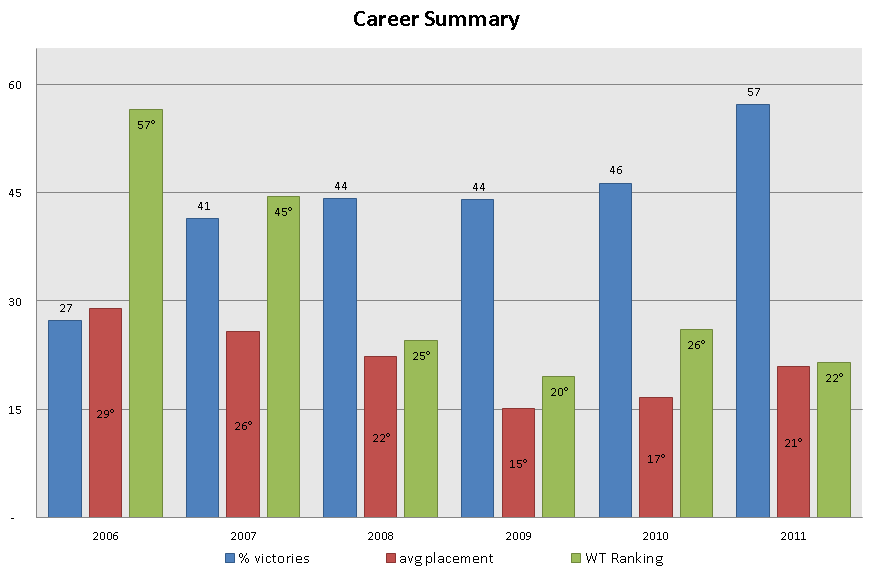
Statistiche riassuntive della carriera di Giulia Momoli: % vittorie, piazzamento medio, piazzamento WT finale

Nel 2006 vince la Supercoppa Italia 4x4 di beachvolley con il Modena a Jesolo. È Campionessa Italiana 2007, ottenendo il 3º posto al Campionato Italiano 2008, il 2º al Campionato Italiano 2009, e il 3º posto al Campionato Italiano 2010. Nell'estate 2006 decide di dedicarsi unicamente al beach volley in coppia con Daniela Gioria, vincendo la medaglia di bronzo al campionato italiano e partecipando a cinque tappe del World Tour in coppia con la stessa Daniela Gioria, con Diletta Lunardi e con Lucilla Perrotta, con la quale guadagna il primo risultato di rilievo nella sua carriera internazionale, il 17º posto a Phuket, Thailandia nel novembre 2006.
Nel 2007 dopo le due tappe di apertura del World Tour in coppia rispettivamente con Daniela Gattelli e Lucilla Perrotta, decide di correre per la qualificazione olimpica ai giochi di Pechino 2008 in coppia con Daniela Gioria. Entrano a far parte della nazionale italiana di beach volley. Si laureano Campionesse d'Italia di Beach Volley sulla spiaggia di Ostia nello stesso anno, centrando tre 17º posti al World Tour e finendo 43º nel ranking mondiale.
Nel 2008 collezionano nelle loro 17 presenze al World Tour 2138 punti: un 17º, due 13º, quattro 9º posti ed un 7º posto a Sanya, Cina. Mancano la qualificazione olimpica, guadagnano il 3º gradino del podio nel Campionato Italiano, sono la 26º coppia al mondo (unica coppia femminile italiana nelle prime 40). Ma da fine anno non faranno più parte del progetto Nazionale.
Dal 2009, sempre con Gioria raggiunge il secondo gradino del podio nel Campionato Italiano, giocano 5 tappe del campionato Europeo e raggiungono il 5º posto alla finale di Soči, giocano 11 tappe del World Tour (quattro 9º, un 13º, tre 17º) raccogliendo inoltre la miglior prestazione per l'Italia ad un Grand Slam nella storia del Beach Volley maschile e femminile, ovvero il 5º posto a Marsiglia nel luglio dello stesso anno. A fine stagione occupano la 20ª posizione nel ranking mondiale FIVB con 2200 punti, rappresentando da allora la coppia italiana con il più alto punteggio nel ranking mondiale sia tra le coppie femminili che maschili. Nel 2010 giocano e vincono le prime due tappe del Campionato Italiano a Pescara e a Maratea, finendo quarte alla terza tappa di Milano. Conducono la classifica del campionato italiano con 640 punti.
Nel 2011 affronta le tappe del World Tour valide per la qualificazione olimpica con Daniela Gioria. A settembre vengono riconvocate in Nazionale dopo 3 anni, per rappresentare l'Italia nella Continental Cup, valida per l'assegnazione della qualificazione olimpica. Assieme alle Campionesse Europee Greta Cicolari-Marta Menegatti, Giulia e Daniela conquistano la finale avendo la meglio sulla Spagna e costringono la Germania al Golden Set, la quale vince lasciando all'Italia la piazza d'onore. Questo secondo posto permette la qualificazione diretta alla semifinale della European Continental Cup in Svizzera. Nel 2012 affronta le tappe del World Tour valide per la qualificazione olimpica sempre con Daniela Gioria. Nel 2013 non disputa alcun torneo di Beach Volley a causa di un infortunio al ginocchio destro, ma si dedica completamente allo studio e alla riabilitazione. Nel 2014 rientra in campo e durante la stagione cambia 3 compagne (Giulia Toti, Lucia Bacchi e Laura Giombini). A metà agosto 2015, conquista, con Greta Cicolari, il titolo di campionessa assoluta a Catania. Alla ripresa dell’attività in campo Internazionale, ottiene due 9° posti consecutivi agli FIVB Open di Rio e Sochi. Nell'estate del 2016 ha gestito come giocatrice/allenatrice la squadra di Sand Volley della Volleyball Casalmaggiore, società campionessa d’Europa di pallavolo di A1, nel campionato estivo della Lega Italiana Serie A Femminile vincendo la Coppa Italia, l’All Star Game, e 2 medaglie d’argento in 4 tappe e vincendo il premio di MVP in Coppa Italia.